# Новенькое (78615420376)
Новенькое — деревня в Даниловском районе Ярославской области. Входит в состав Дмитриевского сельского поселения.

## География
Находится в северо-восточной части Ярославской области на расстоянии приблизительно 23 км на юг по прямой от железнодорожного вокзала города Данилова, административного центра района.

## История
В 1859 году здесь (деревня Даниловского уезда Ярославской губернии) было учтено 6 дворов, в 1898 — 5.

## Население
Численность населения: 22 человека (1859 год), 8 (русские 100 %) в 2002 году, 9 в 2010.